# Loris Facci
Loris Facci (né le 13 août 1983 à Turin) est un nageur italien en activité, spécialiste des épreuves de brasse en particulier le 200 m.

## Biographie
Lors de ses premiers Jeux olympiques en 2004 à Athènes, il est éliminé en série de l'épreuve du 200 m brasse, en 2 min 19 s 38, soit le 40e temps.
Dans cette même discipline, il obtient sa première médaille internationale, de bronze, lors des Championnats du monde 2007 après s'être classé septième à ceux de 2005 à Montréal, huitième lors des Championnats d'Europe de natation 2005 en petit bassin à Trieste et avoir été disqualifié, pour virage incorrect, lors de la finale des Championnats d'Europe de natation 2006 à Budapest.

## Palmarès

### Championnats du monde
- Championnats du monde 2007 à Melbourne (Australie) :
  -  Médaille de bronze du 200 m brasse (2 min 11 s 03).

## Records

### Records personnels
Ce tableau détaille les records personnels de Loris Facci en grand et petit bassin au 9 août 2009.
| Épreuve      | Temps        | Compétition                               | Lieu             | Date       |
| 100 m brasse | 1 min 1 s 02 | Championnats d'Italie 2009                | Riccione, Italie | 06/03/2009 |
| 200 m brasse | 2 min 8 s 50 | Championnats du monde 2009 (demi-finales) | Rome, Italie     | 30/07/2009 |